# Холми (Перемишльський район)
Холми (рос. Холмы) — присілок в Перемишльському районі Калузької області Російської Федерації.
Населення становить 6 осіб. Входить до складу муніципального утворення Присілок Хотисино.

## Історія
Від 2004 року входить до складу муніципального утворення Присілок Хотисино

## Населення
| 2002 | 2010 |
| ---- | ---- |
| 17   | ↘6   |